# 3038 Bernes
3038 Bernes este un asteroid din centura principală, descoperit pe 31 august 1978 de Nikolai Cernîh.